# Osouf (patronyme)
Pour les articles homonymes, voir Osouf.
Osouf est un patronyme normand d’origine anglo-scandinave.

## Étymologie
Ancien prénom, il s'agit plus précisément de la variante anglo-scandinave Osulf (latinisé en Osulfus) du nom de personne norrois ÁsulfR, dont le [l] devant la consonne -f s'est régulièrement vocalisé (cf. latin salvus > sauf).
Il se compose des éléments du système anthroponymique germanique AS et ULF, à savoir le vieux norrois ás « ase, dieu », variantes óss « dieu (païen) » correspondant du vieil anglais ōs « dieu » et ulf (vieux norrois ulfr) « loup ».

## Variantes
Le patronyme Osouf possède de nombreuses variantes graphiques :
- Ozouf (fréquent, principalement dans le département de la Manche, plus spécifiquement dans le Cotentin)
- Après la chute de -f final qui s'était amuï dans la prononciation[Note 1] :
  - Ozoul (rare, Calvados, Manche, Seine-Maritime[3])[Note 2]
  - Ozou (principalement dans le département du Calvados)
  - Ozout (principalement dans le département du Calvados)
  - Ozoux (principalement à La Réunion, en Normandie et en région parisienne[4])[Note 3]
- le groupe /os/ est devenu homophone de /au/ cf. Osmont → Aumont, d'où la réécriture :
  - Auzouf comme dans Le Mesnil-Auzouf (Calvados, Mesnil Osulfi 1074)
  - Après la chute de -f final qui s'était amuï dans la prononciation :
    - Auzou (principalement dans le département de la Seine-Maritime, plus spécifiquement dans le pays de Caux)
    - Auzout (principalement dans le département de la Seine-Maritime, plus spécifiquement dans le pays de Caux)
    - Auzoux (principalement dans le département de l'Eure)
    - Ausou
    - Ausout
    - Ausoux
    - Auzoult